# Mordellistena dentata
Mordellistena dentata is een keversoort uit de familie spartelkevers (Mordellidae). De wetenschappelijke naam van de soort is voor het eerst geldig gepubliceerd in 1978 door Batten.